# Mycale tridens
Mycale tridens är en svampdjursart som beskrevs av Jörn Hentschel 1914. Mycale tridens ingår i släktet Mycale och familjen Mycalidae. Inga underarter finns listade i Catalogue of Life.